# حلیم مداچی
حلیم مداچی (عربی: حليم مداسي؛ زادهٔ ۲۰ آوریل ۱۹۸۳) بازیکن فوتبال اهل الجزایر است.
از باشگاه‌هایی که در آن بازی کرده‌است می‌توان به باشگاه فوتبال لو آور اشاره کرد.